# Paik Sun-yup
Paik Sun-yup (hangeul : 백선엽 ; hanja : 白善燁), né le 23 novembre 1920 à Kangso (Corée) et mort le 10 juillet 2020, est un militaire sud-coréen.
Il est le premier général quatre étoiles de la Corée du Sud. Il a d'abord servi le Mandchoukouo puis la Corée du Sud, notamment pendant la guerre de Corée. Après sa retraite de l'armée en 1960, il a été nommé ambassadeur à Taïwan (1960), en France (1961) au Canada (1965) puis ministre des Transports (1969-1971).

## Biographie
Paik Sun-yup est né dans l'arrondissement de Kangso près de Nampo (actuelle Corée du Nord) alors que la Corée avait été annexée par le Japon. Sa mère étant devenue veuve, il grandit très pauvrement. La famille déménage à Pyongyang en 1925. Paek Sun-yup reçoit d'abord une formation à l'école normale de Pyongyang pour devenir enseignant. Après 1939, il rentre à l'académie militaire du Mandchoukouo. Devenu officier, il sert dans la force spéciale de Gando pour réprimer les guérillas communistes et les mouvements anti-japonais. De 1944 à 1945, il participe à la campagne japonaise en Chine du Nord.
À la fin de la Seconde Guerre mondiale, Paik Sun-yup revient à Pyongyang. Cependant, il doit fuir vers le sud dès décembre 1945 à cause de la montée en puissance des communistes. En zone sud, il est nommé lieutenant dans les forces de gendarmerie, l'entité qui est à la base de la création de l'armée sud-coréenne. Il y participe à la formation de l'armée, à la répression des soulèvements communistes et à la purge des gauchistes dans l'armée. Il joue ensuite un rôle important dans la guerre de Corée. 

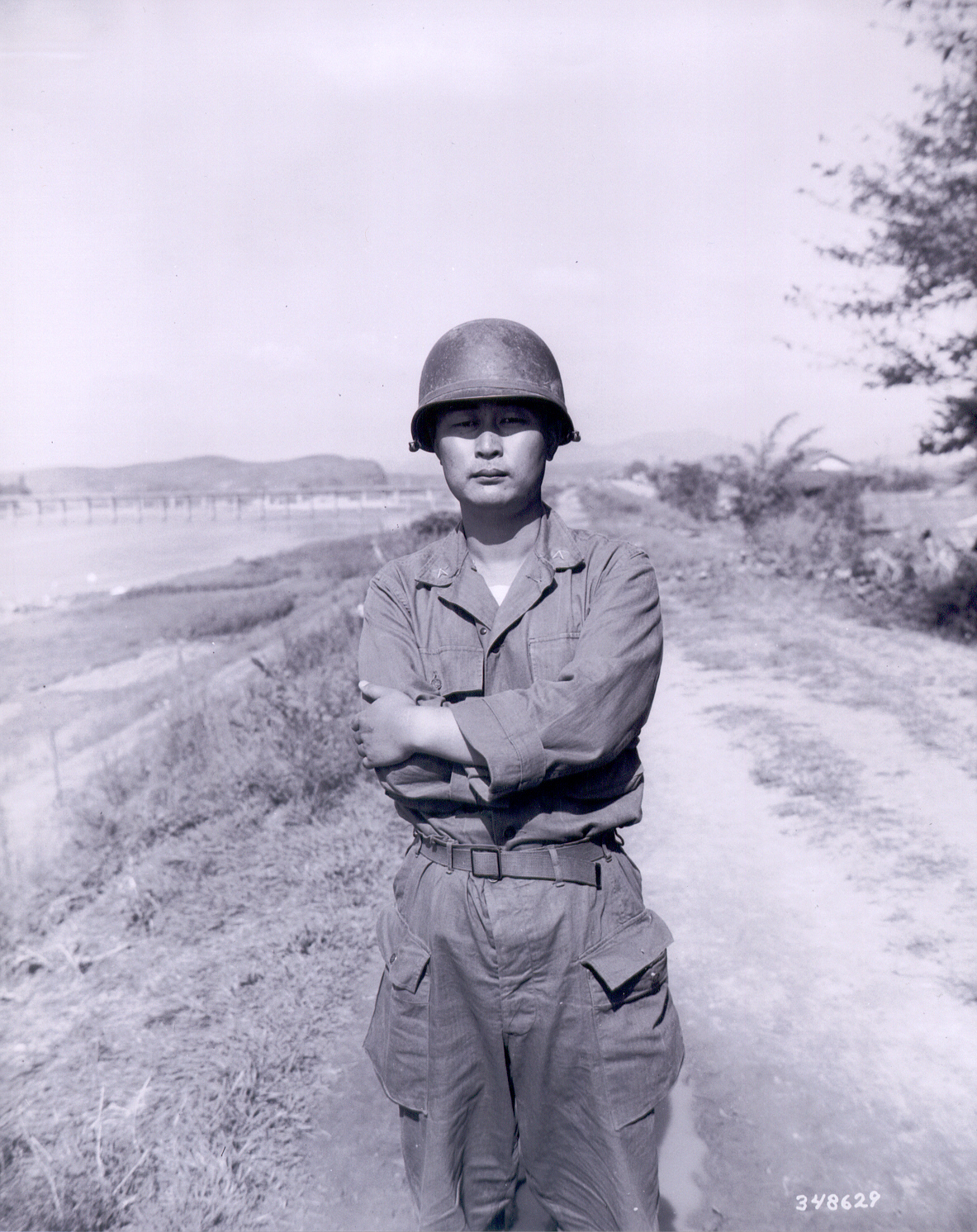
Paik Sun-yup à Daegu (Corée du Sud) en 1950.

Lors de l'attaque surprise de la Corée du Nord, il est à la 1re division d'infanterie sud-coréenne chargé de défendre Séoul mais il doit opérer une retraite. Puis il va contribuer à la défense du périmètre de Busan, empêchant lors de la bataille de Tabu-dong une avancée de l'Armée populaire de Corée en septembre 1950.
Lors de l'offensive du Commandement des Nations unies en Corée lors de la deuxième phase de la guerre de Corée, la 1re division de cavalerie américaine dirigée par Hobart R. Gay et la 1re division d'infanterie sud-coréenne commandé par Paik Sun-yup prirent Pyongyang après une bataille durant du 17 au 20 octobre 1950. L'intervention de l'Armée des volontaires du peuple chinois entraîna une retraite des forces des Nations unies et les forces nord coréennes reprennent la ville le 5 décembre 1950. 
Il est promu en avril 1951 commandant du 1er corps d'armée sud coréen, puis en mars 1952 du 2e corps d'armée. Il a ensuite été nommé chef d'état-major de l'Armée de terre de la République de Corée en juillet 1952. Cela lui vaut d'être promu en janvier 1953 au rang de général quatre étoiles. 
Il prend sa retraite de l'armée en mai 1960 juste après le renversement du président Syngman Rhee et entame alors une carrière d'ambassadeur.

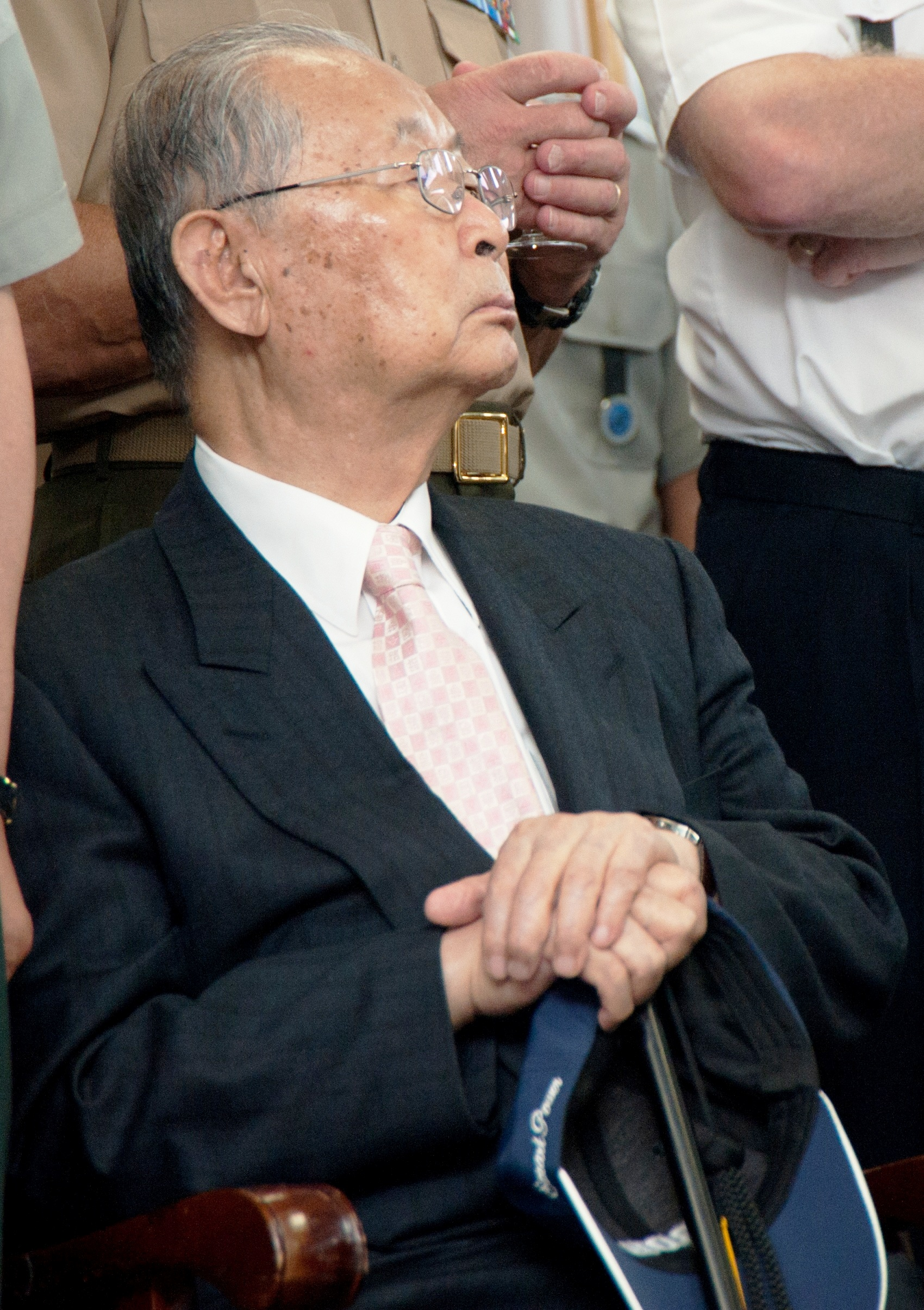
Paik Sun-yup en 2011.

## Œuvres
- (en) From Pusan to Panmunjum, Riverside, New Jersey, Brassey Inc., 1992  (ISBN 0-02-881002-3)
- (en) The ROK Army and Me as a Soldier, Seoul, Daeryuk Publishing Co., 1989
- (en) Mt. Jirisan Diary